# Erling Kagge
 (novembre 2014).
Si vous disposez d'ouvrages ou d'articles de référence ou si vous connaissez des sites web de qualité traitant du thème abordé ici, merci de compléter l'article en donnant les références utiles à sa vérifiabilité et en les liant à la section « Notes et références ».
Erling Kagge, né le 15 janvier 1963, est un explorateur/aventurier norvégien.

## Biographie
Kagge est un explorateur polaire norvégien reconnu. Il est la première personne à avoir réussi le « challenge des trois pôles » en atteignant le pôle Nord, le pôle Sud et le sommet du mont Everest. Il est aussi le premier à atteindre le pôle Sud en solitaire et sans assistance le 1er juillet 1993 après 52 jours et environ 1 300 kilomètres.